# Grup d'Acció Valencianista
El Grup d'Acció Valencianista és una organització blavera nascuda el 1977, que s'autoproclama com el braç juvenil i combatent del "veritable" valencianisme. Ha estat considerada una organització feixista o ultradretana pel perfil de les seues accions.
Històricament han protagonitzat diversos episodis d'ús de violència amb finalitats polítiques i d'intimidació, fent-se'ls responsables de la gran majoria d'atemptats anticatalanistes a terres valencianes.
Algunes de les seues accions amenaçadores contra centres educatius i militants, associacions i partits democràtics les han realitzat mitjançant noms tapadora com Maulets 1707 o Colectiu Vinatea (sic).

## Context històric

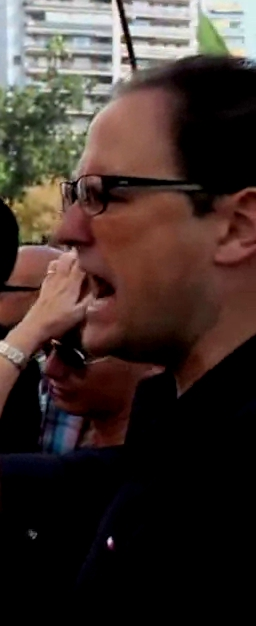
Manolo Latorre, actual president, insultant a la comitiva de Compromís durant la Processó Cívica del 9 d'octubre de 2012.

El valencianisme majoritari de postguerra (el "nou valencianisme", segons Fuster), generalment d'ideologia progressista, no sols es va caracteritzar per la seua ruptura anti-franquista, sinó també amb els plantejaments del valencianisme tradicional de preguerra. Com a reacció d'este canvi de plantejament sorgí el blaverisme, i el GAV, suposadament, es creà per tal de reunir als regionalistes que defensaven Espanya com a marc nacional, i atorgar-se el paper del "valencianisme tradicional".
Els plantejaments del nou valencianisme es consideraven per part del GAV com "l'essència i representació del pancatalanisme imperialista que volia annexionar-se el Regne de València dins uns Països Catalans il·legítims". Amb esta justificació, durant la transició, el GAV va intentar crear un clima contraproduent per al procés d'aprovació de l'Estatut d'Autonomia del País Valencià. Segons els crítics del blaverisme, el GAV fou el lloc on hi hagué la principal infiltració de destacats elements de la dreta franquista en el valencianisme tradicional i, fins i tot, alguns ho consideren com un grup terrorista. De fet, el diputat de l'UCD, Emilio Attard, va incorporar com a militants del seu partit a membres del GAV.
Es considera que el naixement del GAV té lloc el 18 de juny de 1977, arran d'un acte en homenatge a Antonio Ubieto al jardí de vivers de València. Una de les seues primeres aparicions públiques data del 22 d'octubre de 1977, en un intent de boicot a un poc concorregut Aplec del Puig. Entre els seus militants històrics hi trobem a gent com Manuel Zarzo.
A partir del 20 de maig de 1978, i arran d'un programa emés per Televisió Espanyola, el GAV va iniciar una sèrie d'accions amb l'objectiu d'obtenir ressò mediàtic. Les mobilitzacions començaren com a reacció a un programa on s'havia dit que Ausiàs March escrivia en català. Així, l'endemà nou membres del GAV protagonitzaren un tancament en el Palau de la Generalitat (aleshores, seu de la Diputació de València encara franquista) a manera de protesta. Ignacio Carrau i el periòdic Las Provincias van fer una crida a solidaritzar-se amb els concentrats, i prompte un centenar de persones van sumar-se a les protestes, entre ells el mateix Carrau i Juan Ferrando Badía. L'acte acabà davant el domicili de Manuel Sanchis Guarner, i es van llançar petards contra l'immoble, a més de deixar-hi pintades de caràcter calumniós.
Durant la celebració del 9 d'octubre del 1979, un grup de gent vinculada al GAV cremaren la Senyera del Consell Preautonòmic del País Valencià, que estava penjada al balcó de l'ajuntament de València, amb una metxa ideada pel regidor per la UCD de València, Rafael Orellana, qui havia estat un dels fundadors del GAV. Alhora, succeïren agressions als membres del Consell del País Valencià pre-autonòmic. Des d'aquell moment, el GAV prengué protagonisme dins del blaverisme, reivindicant les seues idees mitjançant diverses accions violentes.
Als seus inicis, va ser finançat per la Unión de Centro Democrático i empresaris afins. El primer president de l'organització, Rafael Orellano, va ser regidor a l'Ajuntament de València pel partit centrista.
El seu període de màxima activitat fon entre 1978 i 1982. A partir d'eixe període l'organització va entrar en declivi, si bé reactivaria les seues activitats d'extorsió a partir de la segona meitat de la dècada de 2000.

## Accions violentes

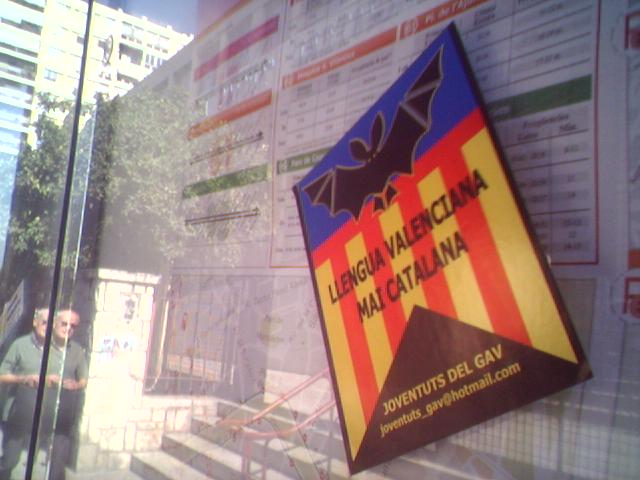
Adhesiu de les Joventuts del GAV rebutjant la unitat de la llengua.

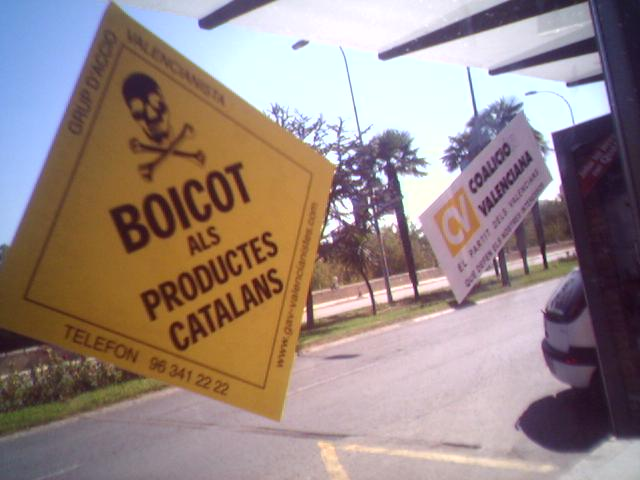
Adhesiu de les Joventuts del GAV donant suport al boicot als productes catalans.

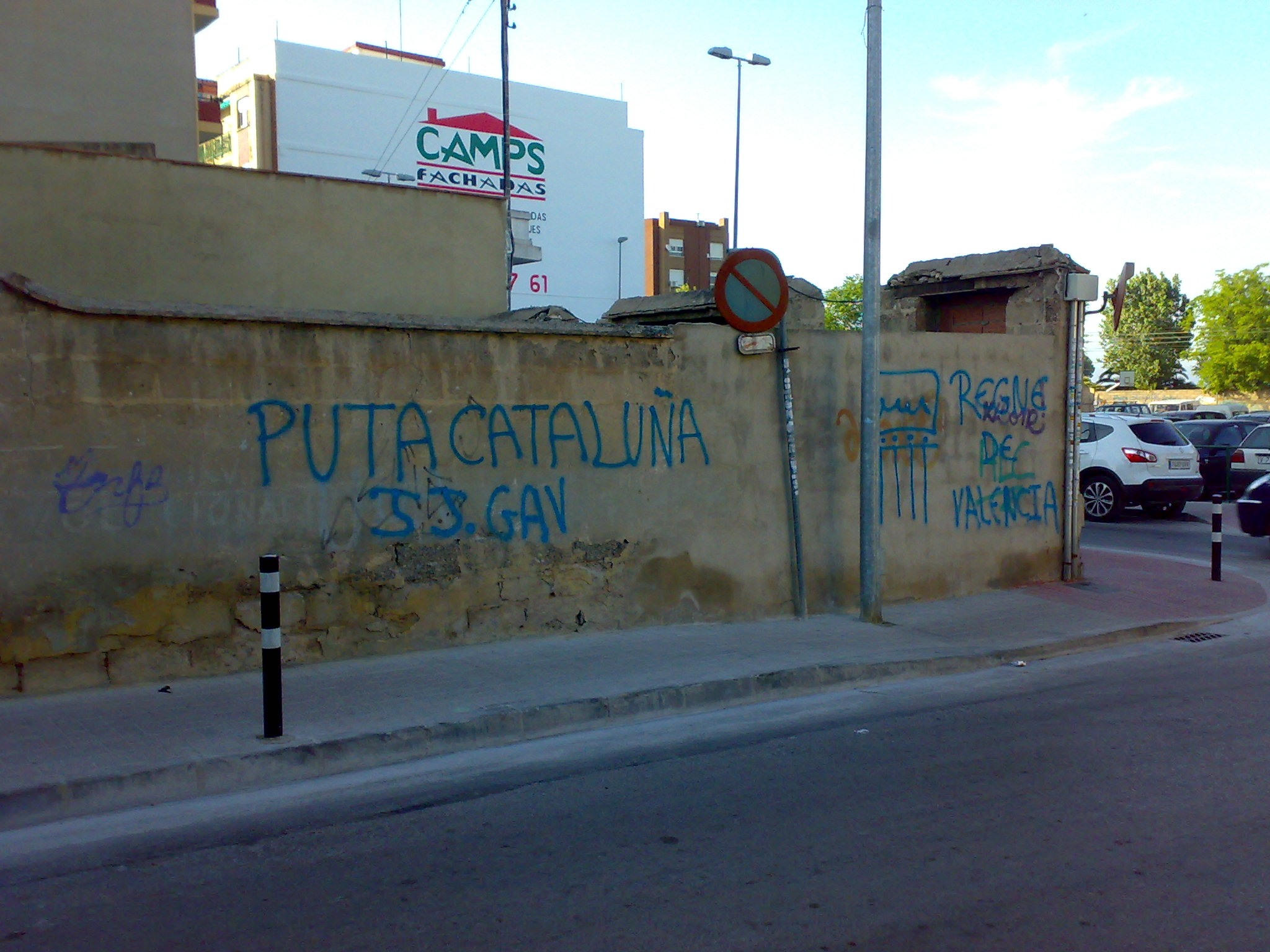
Pintada de les Joventuts del GAV a Burjassot (2010).

Dos atemptats contra la vida de Manuel Sanchis i Guarner i a Joan Fuster amb artefactes explosius de considerable potència varen ser protagonitzats per persones properes al grup. D'estes accions ningú o cap grup no es va responsabilitzar, ni cap persona va ser imputada en la causa judicial que el va investigar. No obstant això, segons la causa judicial, es tractava d'un acte vandàlic. El fet que el GAV mai els haja reivindicat com a accions seues, però en canvi sí que ha reivindicat l'atemptat contra Sanchis-Guarner com una "reacció del poble valencià contra l'agressió catalanista" i com una "acció incruenta" evidencien la proximitat ideològica entre els agressors i aquesta organització.
De fet, el 8 de desembre de 1977, només quatre dies després de l'atemptat, el president del GAV Pascual Martín Villalba va escriure un article al diari Las Provincias on acusava a Manuel Sanchis-Guarner i a Joan Fuster d'haver fingit ells mateixos l'atemptat en un acte de victimisme. Açò va provocar que Sanchis-Guarner el denunciara per injúries, fet que va suposar per a Martín Villalba un arrest domiciliari durant 3 mesos. Tanmateix, els tribunals van considerar posteriorment que l'activitat de Martín Villalba no incorria en cap delicte.
Poc després d'estos esdeveniments "vandàlics", Sanchis-Guarner morí a causa d'un infart en 1981, i Joan Fuster reconegué en una entrevista televisiva del 1992 que va decidir abandonar l'escena pública perquè aquell atemptat l'havia desactivat moralment. No obstant això, el GAV no es declara com un grup de lluita armada ni terrorista.
A la seua revista, SOM, el GAV va fer apologia a l'atemptat de Sanchis-Guarner en el mes d'octubre de 2002, tot just després que el delicte ja va prescriure, per la qual cosa ja no era possible condemnar els culpables.
Així entre les seues accions més sonades tenim, entre d'altres, el Boicot a l'acte de David Rosenthal a la Llotja de València amb motiu de la seua traducció del Tirant lo Blanc a l'anglès, en gener de 1985. Militants del GAV, entre ells, Carles Recio, varen soltar ratolins per la Llotja per impedir que es realitzara la conferència.
Juan García Sentandreu va reconèixer davant un jutge haver atacat amb ous un cotxe de la Televisió de Catalunya en el marc d'una manifestació il·legal contra el Consell Valencià de Cultura en la qual també es va atacar als membres d'aquesta institució oficial.
L'1 de desembre de 2007, membres del GAV repartien pamflets als voltants de l'institut d'ensenyament secundari La Garrigosa, en Meliana, en els quals constaven fotografies i dades personals de professors de l'institut (com la seua adreça personal), als quals s'acusava de "catalanistes". En aquests pamflets s'animava als veïns a "plantar-los cara". Aquestes accions han estat comparades amb la realització de "llistes negres" polítiques.
El gener de 2008, membres del GAV van realitzar pintades amenaçadors i xenòfobes en el local de l'associació cultural Ca Revolta i del Centre Social-Bar Terra, vinculats al món progressista i nacionalista i a l'Esquerra Independentista respectivament.
Eixe mateix mes, el Casal Jaume I d'Acció Cultural del País Valencià a Catarroja, va ser atacat per uns desconeguts amb una bomba de salfumant mentre se celebrava una reunió de la Plataforma Salvem Catarroja en el seu interior. Les víctimes van fer públiques les seues sospites de la implicació en els fets del GAV. Recentment, membres de la plataforma havien rebut amenaces de mort telefòniques, i els barracons que utilitzaven per a emmagatzemar el seu material havien estat atacades mentre la plataforma celebrava una cercavila contra l'especulació. Diversos objectes havien estat sostrets i altres trencats o pintats. Els autors havien signat amb les sigles "JJGAV" als barracons.
Al febrer de 2008, la seu del Bloc Nacionalista Valencià va ser atacada per un grup de persones, que van realitzar en la seua porta pintades i van inutilitzar el pany. El BLOC va vincular a aquestes persones amb el GAV.
El novembre de 2010 el Grup d'Acció Valencianista va enviar una carta denuncia a la UNESCO criticant la candidatura dels castells per entrar a formar part del Patrimoni Cultural Immaterial de la Humanitat, amb l'argument del perill per la participació de menors en la cultura castellera de Catalunya. Amb la intenció de fer veure que també des de València "poden tenir intromissions en la cultura catalana" La denuncia fou desestimada.

### Condemnes judicials i detencions

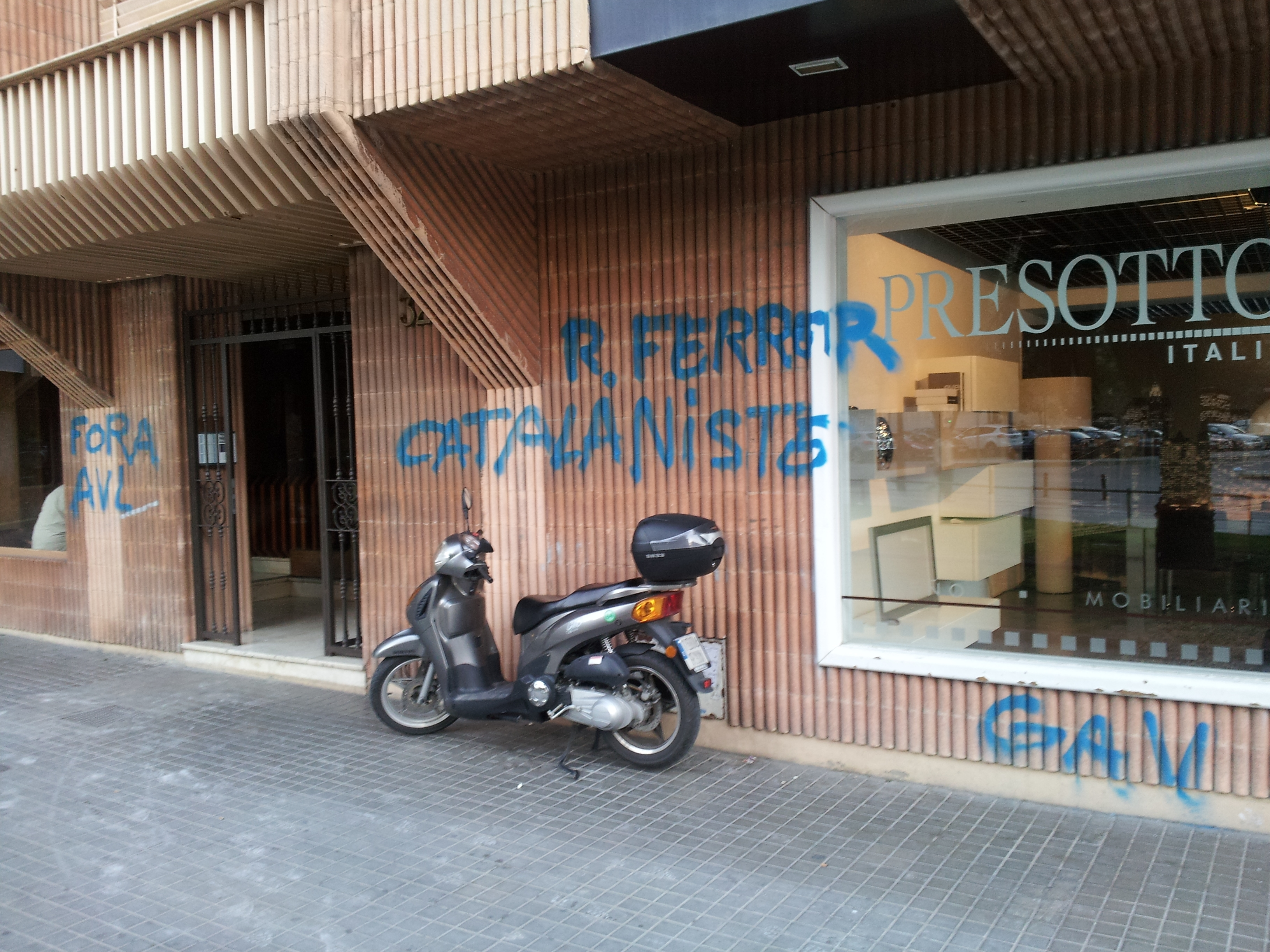
Estat del domicili del president de l'Acadèmia Valenciana de la Llengua, Ramon Ferrer, després de l'atac patit a mans del Grup d'Acció Valencianista la matinada del 23 de maig de 2013.

Durant la campanya electoral de les eleccions generals espanyoles de 1996, tres militants de la UPV-Bloc Nacionalista són víctimes d'amenaces i lesions per part de membres del GAV. L'històric militant i actual president de l'organització, Manolo Latorre, va ser condemnat pels fets.
De manera similar, durant la processó cívica de la Diada del 9 d'octubre de 1997, l'aleshores president del GAV, Juan García Sentandreu, va espentar, amenaçar de mort i insultar Pere Palés, militant nacionalista de les Joventuts d'Unió Valenciana. Sentandreu seria condemnat per l'audiència de València a pagar dos multes de 70.000 pessetes cadascuna per dos faltes de vexacions i maltractaments, respectivament.
El 29 de desembre de 2003 membres del GAV realitzen un assalt amb robatori al Casal Jaume I del barri de Russafa. Alejandro Esteve Caballero, José Luis Conejero Asunción i Amalia Lidia Bonheme, tots tres membres del GAV, van ser condemnats a penes de presó per aquests fets per un delicte de robatori amb força i una falta de danys, amb agreujament per motius de discriminació ideològica però també amb l'atenuant de reparació dels danys.
Alejandro Esteve era, en el moment de portar a terme l'assalt, membre de la junta directiva de les Joventuts del GAV. A causa d'aquesta condemna, les JJGAV van ser expulsades del Consell Valencià de la Joventut i Esteve va quedar inhabilitat per a l'exercici de càrrecs en directives d'associacions. Al seu torn, el GAV va expulsar Alejandro Esteve de l'associació, qui després d'això va fundar la Plataforma Jovenil Valencianista.
El 14 de desembre de 2007 membres de les JJGAV van assaltar el Casal Jaume I de Sueca amb la intenció de rebentar la presentació del llibre "Èric i l'exèrcit del fènix" d'Èric Bertran que s'hi feia, i van agredir diverses persones. Quatre dels atacants van ser detinguts per la policia local.
En gener de 2008, tres diputats d'ERC al congrés dels diputats són retinguts durant tres hores al local de València on estaven fent la presentació d'un llibre. Una cinquantena d'ultradretans en foren els responsables, els quals van llançar botelles de vidre contra la façana de l'edifici mentre proferien insults i amenaces. Unes 24 persones, vinculades al Grup d'Acció Valencianista, van ser condemnades a pagar una multa de 3.000 € cadascú.
El 26 de setembre de 2008, un grup d'ultres, convocats per la Secció de Gandia del GAV, fa una manifestació il·legal al pas de la flama del Correllengua per Gandia. En el transcurs dels fets, Maité Peiró, regidora del Bloc Nacionalista Valencià a L'Alqueria de la Comtessa, va rebre una pedrada al cap que li va provocar una ferida que va requerir 12 punts de sutura. 18 dels avalotadors van ser identificats, i van rebre una multa de 301 euros per "manifestació il·legal" i per "insultar i increpar policies i assistents", malgrat que l'agressor de Maite Peiró no va poder ser identificat.
En desembre de 2008, i després de nombroses denúncies per part del Movimiento contra la Intolerancia, el Bloc o el Consell de la Joventut de València, la regidoria de festes de l'Ajuntament de València va anunciar un major control per tal d'impedir que es repartiren fullets polítics a Expojove, si bé no va prohibir-hi la presència al GAV, tal com els denunciants demanaven, al·legant que "no hi constava cap condemna judicial contra les joventuts del GAV". En gener de 2008, el PSPV-PSOE ja havia denunciat que a l'stand del GAV en la fira infantil es podia veure un cartell anunciador d'una exposició anomenada "Fem Història" on es feien ressò de teories revisionistes de l'Holocaust. Finalment, el GAV ha estat vetat del certamen infantil des de l'edició de 2010.
El 5 de juliol de 2011, membres del GAV i d'España 2000 boicotegen la presentació del llibre Noves Glòries a Espanya, de Vicent Flor, que se celebrava a València. En el transcurs dels fets, l'ex-president del GAV Juan García Sentandreu va ser emmanillat i detingut per la policia.
Arran d'aquests fets, el Parlament de Catalunya va condemnar els "atacs reiterats de l'extrema dreta" al País Valencià. Prèviament, Coalició Compromís ja havia registrat una moció similar a les Corts Valencianes, que va ser rebutjada pel Partit Popular.

## Publicacions i actuacions
El GAV és una de les entitats que donen suport a la consideració del valencià com una llengua distinta del català. Així, va signar en 1981 les anomenades Normes del Puig. És membre de la Plataforma Normes del Puig i de la Coordinadora d'Entitats Culturals del Regne de València, de la qual és membre fundador.
El GAV ha efectuat diverses publicacions seguint aquestes "normes". Ha editat llibres per a xiquets com "Nelo i Carmeta", "Avant", "Pobles i gents", a més de llibres de propaganda com "La Llengua Valenciana en perill", "Valencians front al catalanisme". Així mateix, va crear el "Colectiu de Mestres de la Secció de Pedagogia" (sic), el qual va realitzar vocabularis de Valencià-Castellà/Castellà-Valencià seguint les normes del Puig.
També han creat un premi anomenat "Premi Llealtat", que donen a les persones que "han mantingut intacte el seu esperit en defensa del Regne de València". Entre els rebedors d'aquest "premi" hi ha Ricart Garcia Moya, Miguel Ramón Izquierdo, Lleopolt Penyarroja i Josep Mª Guinot.
A més a més, duu a terme una publicació anomenada SOM, de periodicitat irregular, que recull diversos articles d'opinió d'autors que comparteixen la ideologia del grup, on es critiquen els òrgans del govern valencià, la corrupció dels mitjans de comunicació i els "atacs" del catalanisme cap al poble valencià. En aquesta publicació es va fer apologia de l'atemptat contra Sanchis Guarner, així com d'actes de violència de carrer o de l'agressió a l'alcalde Pérez-Casado el nou d'octubre de 1980, entre d'altres.
Durant els primers anys de la batalla de València, el fulletó/butlletí SOM va tindre certa tirada, fins i tot fóra de l'àmbit dels seus militants. En acabar el conflicte, l'activitat del GAV minva, disminuint la periodicitat de la publicació, que desapareixeria quan el GAV passe a estat de semi-hivernació, tornant-se a publicar a partir de mitjans de la dècada de 1990, amb menor repercussió que abans.

## Joventuts
Actualment, el GAV busca la captació de joves mitjançant les JJGAV (Joventuts del GAV). Molt sovint aquesta organització manté lligams amb altres grups, com España 2000 (formació política espanyolista de caràcter ultradretà), fins i tot alguns militants del GAV ho són també alhora d'E2000.
Dins el programa de les Joventuts s'hi troben accions de caràcter quasi exclusivament anticatalanista, com els boicots als productes catalans, manifestacions, actes de protesta, entre d'altres.

## Presidents
- Rafael Orellano (1976-1977)

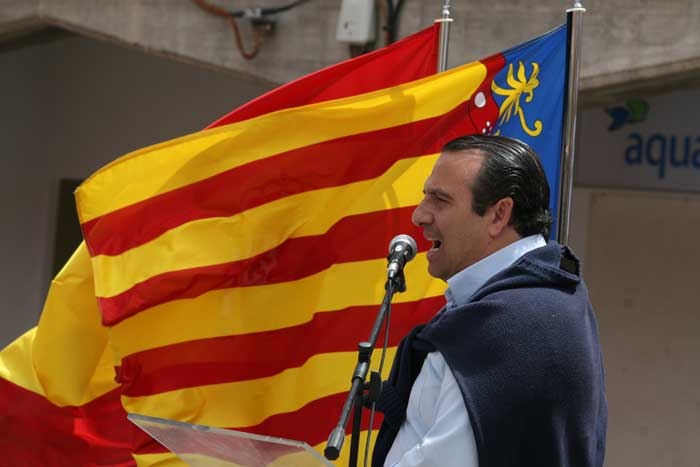
Juan García Sentandreu, cinqué president de l'entitat.

- Pasqual Martín Villalba (1977-1984)
- Chimo Romero (1984-1989)
- Pere Aguilar (1989-1994)
- Juan García Sentandreu (1994-2001)
- Manolo Latorre Castillo (2001-...)